# Xeniomyza intermedia
Xeniomyza intermedia är en tvåvingeart som beskrevs av Zlobin 1979. Xeniomyza intermedia ingår i släktet Xeniomyza och familjen minerarflugor.
Artens utbredningsområde är Uzbekistan. Inga underarter finns listade i Catalogue of Life.